# بيل بافورد
بيل بافورد (بالإنجليزية: Bill Buford)‏ هو صحفي ومؤلف وكاتب أمريكي، ولد في 1954 في باتون روج في الولايات المتحدة.

## وصلات خارجية
- بيل بافورد على موقع ميوزك برينز (الإنجليزية)